# (3811) Karma
(3811) Karma est un astéroïde de la ceinture principale.

## Description
(3811) Karma est un astéroïde de la ceinture principale. Il fut découvert le 13 octobre 1953 à Turku par Liisi Oterma. Il présente une orbite caractérisée par un demi-grand axe de 2,58 UA, une excentricité de 0,13 et une inclinaison de 10,2° par rapport à l'écliptique.

## Compléments